# بیله‌بند
بیله‌بند (به لاتین: Bilabənd یا Blabənd) یک منطقه مسکونی در جمهوری آذربایجان است که در شهرستان لریک واقع شده است. بیله‌بند ۷۶۶ نفر جمعیت دارد.

## ریشه واژه
بیل در زبان تالشی به‌معنی برآمدگی، زمین شیب‌دار یا دره و بند به‌معنی تپه، قله یا کوه است و بیله‌بند یعنی مکانی که کوه و دره و پستی و بلندی فراوانی دارد.